# Xavier Lapeyre
Pour les articles homonymes, voir Lapeyre.
Xavier Lapeyre, né le 13 avril 1942 à Toulouse, est un ancien pilote automobile français. Multidisciplinaire, il a été un des spécialistes de la voiture de production.

## Biographie

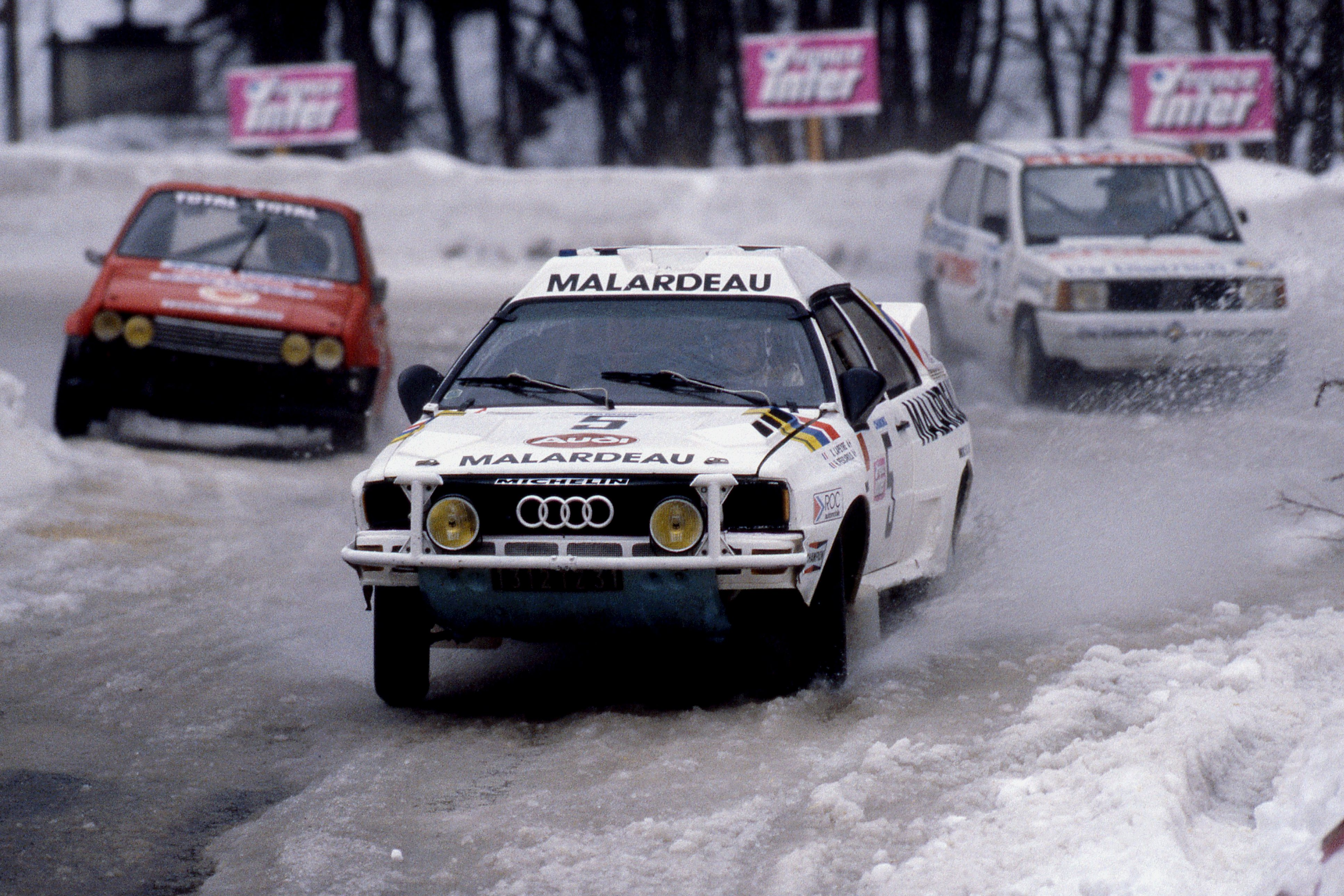
Henri Pescarolo et Xavier Lapeyre en 1985 lors de la des 24 Heures de Chamonix sur ROC Audi quattro.

Ostéopathe de formation (activité qu'il exerce toujours en 2007 à Toulouse), il arrive dans le paysage du sport automobile français à partir de 1972.
Il participe à des courses de Formule 2 et des épreuves du Championnat d'Europe en 1975 et 1976 sur Chevron 76 et en 1977 sur Martini MK 19.
Ayant des difficultés à se qualifier, en 1979, il se lance dans le Rallye sur route et remporte rapidement des victoires grâce à ses trajectoires tendues et ses freinages tardifs dû à son expérience de pistard. Il remporte notamment le Rallye de la Montagne Noire en 1979 et 1980 et le Rallye du Quercy en 1981.
L'aventure des Rallyes le conduit à participer au Paris-Dakar en 1984 sur Range Rover ETT (abandon) et en 1985 sur Audi Quattro (17e au général) avec l'équipe officiel Audi.
Équipe Audi avec laquelle il devient Champion de France de voitures de Tourisme sur piste en 1986 et 1991 et vice-Champion de France en 1985-1987 et 1988.
Durant toute son activité de pilote, il a participé à 13 épreuves des 24 heures du Mans de 1974 à 1991.

## Résultats aux24 heures du Mans
| Année | N°   | Voiture          | Résultat                          |
| 1974  | #23  | Grac Gotti MT 20 | Abandon 5e heure                  |
| 1975  | #27  | Lola T294        | Abandon 24e heure                 |
| 1976  | #21  | Lola T286        | Abandon 4e heure                  |
| 1977  | #14  | Lola T286        | Abandon 12e heure                 |
| 1978  | #66  | Porsche Carrera  | 12e au général et 1er du Groupe 4 |
| 1979  | #1   | Lola T286        | Abandon 10e heure                 |
| 1980  | #43  | Porsche 935 K3   | Abandon 17e heure                 |
| 1981  | #10  | Porsche 917 K81  | Abandon 7e heure                  |
| 1982  | #11  | Rondeau M382     | Abandon 12e heure                 |
| 1983  | #72  | Rondeau M382     | Abandon 4e heure                  |
| 1984  | #6   | Lancia LC2       | Abandon 11e heure                 |
| 1990  | #102 | Spice SE 88C     | 23e au général et 2e du Groupe C2 |
| 1991  | #39  | Spice SE 88C     | Abandon 12e heure                 |